# Толстоголовые змеи
Толстоголовые змеи (лат. Dipsadinae) — подсемейство неядовитых змей из семейства ужеобразных.
Объединяет виды, распространённые в Южной и Центральной Америке, а также в Юго-Восточной Азии и Восточной Индии. Все они характеризуются мелкими и средними размерами (не свыше 1 м в длину), плотным и стройным туловищем, длинным хвостом и очень короткой толстой головой. В связи с питанием исключительно мелкими беспозвоночными правая и левая половины нижней челюсти этих змей утеряли подвижность, жестко соединены друг с другом и неспособны раздвигаться в стороны. Свойственная всем наземным змеям бороздка на подбородке отсутствует, а покрывающие его крупные чешуи плотно налегают друг на друга краями. Задний зуб с каждой стороны верхней челюсти сильно удлинен и слегка загнут назад.
Толстоголовые змеи специализировались на питании почти исключительно слизнями и улитками. Если первые поедаются без затруднения, то извлечение моллюсков из раковин доставляет змеям много хлопот. Хищник вводит жесткую нижнюю челюсть в устье раковины, движением в длину втыкает длинные, изогнутые зубы в переднюю часть тела моллюска и, постепенно преодолевая сопротивление улитки, с помощью особых жевательных движений вытягивает её наружу. Некоторые виды этих змей интересны тем, что в случае опасности падают с деревьев или кустов на землю и замирают, становясь похожими на сухую ветку. В Америке — от Южной Мексики до Северной Аргентины—толстоголовые змеи представлены главным образом многочисленными видами рода Dipsas. В восточном полушарии распространены 2 рода: Pareas и Aplopeltura, которых в последнее время выделяют в особое подсемейство Pareinae.

## Роды
Включает 110 родов:
- Adelphicos — адельфийские змеи
- Adelphostigma
- Alsophis — альсофисы
- Amastridium — колумбийские ужи
- Amnesteophis
- Amnisiophis
- Apographon
- Apostolepis — апостолеписы
- Arcanumophis
- Arrhyton
- Atractus — веретеновидные змеи, или атрактусы
- Baliodryas
- Boiruna
- Borikenophis
- Caaeteboia
- Calamodontophis
- Caraiba
- Carphophis — червевидные ужи, или карфофисы
- Cenaspis
- Cercophis
- Chersodromus — херзодромусы
- Chlorosoma
- Clelia — клелии
- Coniophanes — конусовидные змеи
- Conophis — конофисы, или ложные ужи
- Contia — контии, или острохвостые змеи
- Coronelaps
- Crisantophis
- Cryophis — криофисы
- Cubophis
- Diadophis — ошейниковые змеи
- Diaphorolepis — диафоролеписы
- Dibernardia
- Dipsas — Большеголовые змеи, или дипсасы, или американские улиткоеды
- Ditaxodon — дитаксодоны
- Drepanoides — дрепаноидесы
- Dryophylax
- Echinanthera
- Elapomorphus — эляпоморфусы
- Emmochliophis — эммохлиофисы
- Enuliophis
- Enulius — энулиусы
- Erythrolamprus — псевдокоралловые змеи
- Eutrachelophis
- Farancia — иловые змеи, или роговые змеи
- Galvarinus
- Geophis — геофисы, или земляные змеи
- Gomesophis — гомезофисы
- Haitiophis
- Helicops — косоглазые змеи
- Heterodon — свиноносые змеи, или крючконосые ужи
- Hydrodynastes — гидродинастесы
- Hydromorphus
- Hydrops — амазонские водяные ужи
- Hypsiglena — ночные ужи, или ночные змеи
- Hypsirhynchus — гаитийские ужи
- Ialtris — антильские ужи
- Imantodes — тупоголовые ремневидные змеи
- Incaspis — инкасписы
- Leptodeira — кошачьеглазые ужи, или кошачьеглазые змеи
- Lioheterophis — лиогетерофисы
- Lygophis — лигофисы
- Magliophis
- Manolepis — манолеписы
- Mesotes
- Mussurana
- Ninia — нинии
- Nothopsis — нотопсисы
- Omoadiphas
- Oxyrhopus — лунные ужи
- Paraphimophis
- Phalotris
- Philodryas — филодриасы
- Phimophis
- Plesiodipsas
- Pliocercus — плиоцеркусы
- Pseudalsophis
- Pseudoboa — псевдобоа
- Pseudoeryx
- Pseudoleptodeira — псевдолептодейры
- Psomophis
- Ptychophis — птихофисы
- Rhachidelus — рахиделюсы
- Rhadinaea — радинеи
- Rhadinella — радинеллы
- Rhadinophanes — радинофанесы
- Rodriguesophis
- Saphenophis — сафенофисы
- Sibon — улиткоеды
- Siphlophis — сифлофисы, или плавающие ужи
- Sordellina — змеи Сорделли
- Stichophanes
- Synophis — синофисы
- Tachymenis — тахименисы
- Tachymenoides
- Taeniophallus
- Tantalophis
- Thamnodynastes — тамнодинастесы
- Thermophis
- Tomodon — томодоны
- Tretanorhinus — третаноринусы
- Trimetopon — триметопоны
- Tropidodipsas — тропидодипсасы
- Tropidodryas
- Uromacer — антильские ужи Дюмериля и Биброна
- Urotheca
- Xenodon — жабоеды
- Xenopholis — ксенофолисы
- Xenoxybelis
- Zonateres